# Zespół Möbiusa
Zespół Möbiusa (ang. Moebius syndrome, MBS) – rzadki zespół wad wrodzonych (niekiedy traktowany jak sekwencja malformacyjna), na którego obraz kliniczny składa się szereg zaburzeń neurologicznych. Ludzie z tą chorobą nie mogą się uśmiechać, marszczyć brwi, mrużyć oczu i poruszać nimi. Czasem u pacjentów występują inne wady wrodzone. Chorobę jako pierwszy opisał niemiecki neurolog Paul Julius Möbius (1853-1907).

## Etiologia
Stwierdzono rodzinne występowanie choroby, ale nie zidentyfikowano dotąd mutacji w określonym genie która mogłaby odpowiadać za rozwinięcie się objawów zespołu. Kariotyp zazwyczaj jest prawidłowy; donoszono o pojedynczych przypadkach aberracji chromosomalnych: delecję 46,XX,del(13q12.2) i wzajemne translokacje t(1;13)(p34;q13). Obserwacje te sugerują, że gen odpowiedzialny za fenotyp zespołu Moebiusa znajduje się w locus 13q12.2-q13. Z drugiej strony, opisano translokację t(1;2)(p22.3;q21.1) i t(1;11)(p22;p13); sugerowano więc też, że za objawy może odpowiadać locus 1p22.

## Patogeneza
Przyczyna tego zespołu tkwi w tym, że dwa ważne nerwy czaszkowe (VI i VII) nie są w pełni rozwinięte. To właśnie te dwa nerwy odpowiedzialne są za ruchy twarzy: mruganie, boczne ruchy oczu i ekspresję twarzy. Ponadto wiele z pozostałych 12 nerwów czaszkowych może być również uszkodzonych – dotyczy to nerwów III, V, VIII, IX, XI i XII.

## Objawy i przebieg
Najbardziej widocznym symptomem jest brak ekspresji twarzy. U nowo narodzonych dzieci pierwszym znakiem jest brak umiejętności ssania. Mogą występować też skośne oczy oraz deformacja języka i szczęki oraz syndaktylia, lub adaktylia.
Objawy, które mogą wystąpić:
- brak ekspresji twarzy, uśmiechu
- problemy z przyjmowaniem i połykaniem pokarmu
- wrażliwość oczu – wskazane są okulary przeciwsłoneczne
- brak bocznych ruchów oczu
- brak umiejętności mrużenia oczu
- skośne oczy, które można poprawić chirurgicznie
- krótki albo zdeformowany język
- ograniczone ruchy języka
- problemy z zębami
- problemy ze słuchem
- problemy z mówieniem

## Epidemiologia
Choroba występuje równie często u mężczyzn i kobiet; niekiedy rodzinnie.

## Leczenie
Nie ma możliwości leczenia przyczynowego zespołu. Leczenie chirurgiczne pozwala skorygować drobne cechy dysmorficzne i syndaktylię.

## Organizacja opieki nad pacjentami
Zespół Moebiusa jest rzadko rozpoznawany. Istnieją organizacje i fundacje zrzeszające i niosące pomoc osobom z chorobą Möbiusa.